# Placochilus
Placochilus is een geslacht van wantsen uit de familie van de Miridae (Blindwantsen). Het geslacht werd voor het eerst wetenschappelijk beschreven door Franz Xaver Fieber in 1858.

## Soorten
Het genus bevat de volgende soorten:

- Placochilus paraseladonicus Qi & Nonnaizab, 1995
- Placochilus seladonicus (Fallén, 1807)